# Битва на Суходреві
Битва на Суходреві - битва, яка відбулась взимку 1445 року на річці Суходрев (притока Шані) між військами Великого князівства литовського і московськими загонами.

## Битва
У відповідь на зимовий похід 1444-1445 років татарських військ, які діяли в районі Смоленська, Вязьми та Брянська за розпорядженням московського князя Василя, Казимир IV Ягеллончик влітку 1445 року відправив свої війська на західні кордони Великого князівства Московського. На чолі війська були віленський каштелян Судивой Волімонтович, воєвода Радзивілл Остікович, смоленський намісник Микола Немирович і полоцький намісник Андрій Сакович.
Загальна чисельність війська становила 7 000 чоловік.
Оскільки більшість московського війська воювала проти казанського хана Улуг-Мухаммеда, проти війська ВКЛ вирушили загони удільних князів Івана Андрійовича Можайського, Михайла Андрійовича і Василя Ярославича.
Військо ВКЛ захопило і спалило 5 міст, зокрема Можайськ і Верею, на тиждень затрималось під Козельськом, пізніше не змогло захопити Калугу, і зрештою вийшло на річку Суходрев, де розбило московське військо чисельністю 260-500 чоловік. Серед загиблих були суздальський князь Андрій Лугвиця. Воєводи можайського та верейського князівств потрапили у полон.
Втрати війська ВКЛ становили близько 200 чоловік